# William Bedell Stanford
William Bedell Stanford (* 16. Januar 1910 in Belfast; † 30. Dezember 1984 in Dalkey) war ein irischer Klassischer Philologe und Politiker. Er war von 1934 bis 1980 Fellow sowie von 1940 bis 1980 Regius Professor of Greek am Trinity College (Dublin). Von 1948 bis 1969 gehörte er dem Seanad Éireann an.

## Leben
William Bedell Stanford, der Sohn des anglikanischen Pastors Bedell Stanford (1873–1945), besuchte die Bishop Foy’s School in Waterford und studierte ab 1928 Klassische Philologie und Alte Geschichte am Trinity College in Dublin. Seinen First-Class-Abschluss absolvierte er 1932 mit der Note summa cum laude; ferner erhielt er mehrere Auszeichnungen für seine Studienleistungen. Nach einer kurzen Zeit als Junior Fellow erhielt Stanford 1934 eine Festanstellung als Fellow am Trinity College. 1940 wurde er zum Regius Professor of Greek ernannt. In dieser Position blieb Stanford bis zu seiner Emeritierung 1980 tätig. Zusätzlich zu seinen Aufgaben in der akademischen Lehre und Forschung war Stanford als Radiosprecher tätig und engagierte sich auch in der Politik: Von 1948 bis 1969 gehörte er dem Seanad Éireann, dem irischen Oberhaus, an. 
Als langjähriges Mitglied der Royal Irish Academy wurde er 1969 zu deren Vizepräsidenten gewählt. Von 1973 bis 1980 war er außerdem Vorsitzender des Beirats des Dublin Institute for Advanced Studies. 1980 ernannte ihn die griechische Regierung zum Großkomtur des Phönix-Ordens.
Stanford war mehrmals Gastprofessor in den USA. 1965/1966 war er Sather Professor an der University of California, Berkeley. Seine Vorlesungsreihe stand unter dem Titel The Sound of Greek Poetry („Der Klang der griechischen Dichtung“) und wurde zusammen mit einer Schallplatte, die Aufnahmen von Stanford selbst enthielten, 1967 in der Reihe Sather Classical Lectures veröffentlicht. Später hielt sich Stanford als Gastprofessor an der Princeton University (1974), an der University of Texas at Austin (1977), am Vassar College (1980) und an der University of Illinois at Urbana-Champaign (1982) auf.
Stanfords Forschungsschwerpunkt war die griechische Dichtung der Antike. Seine ersten umfangreichen Publikationen galten der griechischen Stilistik, insbesondere der Metapher und der Ambiguität. Nach einer viel beachteten Publikation über den Stil des Tragikers Aischylos verfasste er kommentierte, zweisprachige Ausgaben der Odyssee (1947–1948), der Frösche des Aristophanes (1958) und des Aias des Sophokles (1963) vor. Im Gefolge der Odyssee-Ausgabe, die seit ihrem Erscheinen weltweit in Gebrauch ist, entstanden zwei Monografien über den Odysseus-Stoff und seine Rezeption.
Ab den 1960er Jahren beschäftigte sich Stanford auch mit der Wissenschafts- und Kulturgeschichte Irlands. Seine Studien zur humanistischen Tradition in Irland erschienen zuerst 1970 in den Proceedings der Royal Irish Academy und 1976 in Buchform. Zusammen mit Robert Brendan McDowell verfasste Stanford eine Biografie des irischen Philologen und Universalgelehrten John Pentland Mahaffy (1839–1919). 

## Schriften (Auswahl)
- Greek Metaphor. Studies in Theory and Practice. Oxford 1936. Nachdruck New York 1972
- Ambiguity in Greek Literature. Studies in Theory and Practice. Oxford 1939. Nachdruck New York 1972
- Aeschylus in His Style. A Study in Language and Personality. Dublin 1942. Nachdruck New York 1972
- Ὁμήρου Ὀδύσσεια = The Odyssey of Homer. Zwei Bände, London 1947–1948. 2. Auflage 1961–1962
- The Ulysses Theme. A Study in the Adaptability of a Traditional Hero. Oxford 1954
- Aristophanes, The Frogs. Edited with Introduction, Revised Text, Commentary, and Index. London 1958. 2. Auflage 1963
- Sophocles, Ajax. Edited with Introduction, Revised Text, Commentary, Appendices, Indexes and Bibliography. London 1963. Zahlreiche Nachdrucke
- The Sound of Greek. Studies in the Greek Theory and Practice of Euphony. Berkeley 1967 (Sather Classical Lectures 38)
- mit Robert Brendan McDowell: Mahaffy. A Biography of an Anglo-Irishman. London 1971
- mit John V. Luce: The Quest for Ulysses. London 1974
- mit Robert Fagles: Aeschylus: The Oresteia. New York 1975
- Ireland and the Classical Tradition. Dublin 1976
- Enemies of Poetry. London 1980
- Greek Tragedy and the Emotions. An Introductory Study. London 1983
- mit Eustathios J. Finopoulos: The Travels of Lord Charlemont in Greece & Turkey, 1749. London 1984